# Емануел Лебрехт (Анхалт-Кьотен)
Емануел Лебрехт фон Анхалт-Кьотен (на немски: Emanuel Lebrecht von Anhalt-Köthen, * 20 май 1671 в Кьотен, † 30 май 1704 също там) от фамилията Аскани е управляващ княз на Анхалт-Кьотен (1671 – 1704).
Той е единственият, постум роден, син на княз Емануел фон Анхалт-Кьотен (1631 – 1670) и на графиня Анна Елеанора фон Щолберг-Вернигероде (1651 – 1690), дъщеря на граф Хайнрих Ернст фон Щолберг. Ражда се шест месеца след смъртта на баща му. Княжеската вдовица Анна Елеонора поема за 19 години регентството и управлява княжеството до смъртта си. Йохан Георг II фон Анхалт-Десау управлява след това княжеството две години, докато станалият пълнолетен Емануел Лебрехт през 1692 г. започва да управлява сам.
Емануел Лебрехт се влюбва като млад и се жени тайно на 30 септември 1692 г. морганатично за благородничката Гизела Агнес фон Рат (1669 – 1740). През 1698 г. децата им официално са признати от князете на Анхалт и 1699 г. от императора. Император Леополд I издига Гизела Агнес през 1694 г. на имперска графиня на Нинбург. Емануел Лебрехт умира след 12 години управление на 33 години и е погребан в княжеската гробница в църквата Св. Якоб в Кьотен. Той оставя през 1702 г. завещание. Опекунството над непълнолетния му син
Леополд поема вдовицата му княгиня Гизела Агнес от 1704 до 1715 г.

## Деца
- Август Лебрехт (1693 – 1693)
- Леополд (1694 – 1728), княз на Анхалт-Кьотен (1704 – 1728)
- Елеонора Вилхелмина (1696 – 1726)

I. ∞ 1714 принц Фридрих Ердман фон Саксония-Мерзебург (1691 – 1714)
II. ∞ 1716 херцог Ернст Август I фон Саксония-Ваймар (1688 – 1748)
- Август Лудвиг (1697 – 1755), княз на Анхалт-Кьотен (1728 – 1755)
- Гизела Августа (1698 – 1698)
- Христиана Шарлота (1702 – 1745)